# Matsudaira Nobutsuna
Matsudaira Nobutsuna (松 平 信 綱, 19 de diciembre de 1596-4 de mayo de 1662) fue un daimyō japonés del temprano periodo Edo, que gobernó el dominio Kawagoe. Primero sirviendo a Tokugawa Iemitsu como Paje, Nobutsuna era famoso por su sagacidad. Fue nombrado un rōjū en 1633. Llevó a las fuerzas de shogunal a su victoria final sobre la rebelión en Shimabara. Su título de la corte fue Izu no Kami, que fue el origen de su apodo, "Izu el Sabio" "Izu the Wise" (知恵伊豆 Chie Izu?).

## Biografía
Nobutsuna nació en 1596, hijo de Ōkōchi Hisatsuna, un antiguo retenedor de Tokugawa Ieyasu. Fue adoptado como heredero de su tío, Matsudaira Masatsuna, en 1601. Después de ser presentado a Hidetada e Ieyasu, fue nombrado miembro del nieto de Ieyasu, Iemitsu. Fue admirado grandemente por Iemitsu, y reconocido dentro de la administración de Tokugawa por su sagacidad. 
En los primeros años de su servicio, fue un hatamoto; más tarde se convirtió en un daimyo. En 1623, recibió el título de corte de Izu no Kami. Se convirtió en daimyo en 1633, recibiendo el dominio Oshi como su feudo. 
Después del fracaso de Itakura Shigemasa para dominar la rebelión en Shimabara en 1637-38, Nobutsuna tomó el mando de los ejércitos aliados que sitiaban el castillo de Hara, lo que llevó a la campaña a una conclusión exitosa. 
En sus últimos años, se unió a altos funcionarios de Tokugawa como Hoshina Masayuki para apoyar al 4.º shōgun de menor edad, Ietsuna. 

## En la cultura popular
Nobutsuna es retratado como uno de los dos villanos principales de la serie de manga Shin Kozure Okami (New Lone Wolf and Cub). Su apariencia física en el manga se dibuja para que se vea extremadamente feo, e incluso Shōgun Ietsuna lo llama "tan feo como un sapo". Está decidido a destruir al clan Satsuma en parte porque teme que algún día Satsuma se vuelva tan poderoso que se levante contra el Shogunate, pero también que la gran riqueza de Satsuma caiga en los cofres del Shogunate. Para ese fin, está dispuesto a usar cualquier medio, sin importar cuán despreciable sea, incluso fingiendo su propia muerte y desfigurándose deliberadamente físicamente para hacerse pasar por un poderoso noble de Satsuma. 

## Otras lecturas
- Morris, Ivan (1975). La nobleza del fracaso: héroes trágicos en la historia de Japón . Nueva York: Holt, Rinehart y Winston.

| Precedido por Matsudaira Tadayoshi | Daimyō of Oshi 1633-1639    | Sucedido por Abe Tadaaki          |
| Precedido por Hotta Masamori       | Daimyō of Kawagoe 1639-1662 | Sucedido por Matsudaira Terutsuna |

- Datos: Q6788056